# 佐领
佐领，或稱牛彔、牛錄（穆麟德轉寫：niru），意為「大箭」 ，為清朝八旗當中的基本單位。明萬曆二十九年（1601年）努爾哈赤定三百人為一牛彔。
佐領之長官，最初稱為牛彔額真（穆麟德轉寫：niru-i ejen，女真語「額真」意為「主人」，「牛彔額真」即「箭主」，組長之意），後金天聰八年（1634年），改稱牛彔章京。順治年間定漢譯亦稱為佐領，品秩為四品。乾隆年間改定武職正從品級，旗分佐領定為武職正四品；包衣佐領定為武職從四品。

## 沿革
原为女真族早期兵农合一的临时性组织形式。《滿洲實錄》载：「满洲人出猎开围之际，各出箭一支，十人中立一总领，属九人而行。」在狩獵時，將每十個人編為一個小組，每個小組選出一位首領，而这九名組員必須各送一隻箭給首領，小組被稱為「牛彔」。所以牛彔就成為兵制的單位，其首領稱為「牛彔額真」。
明万历十一年（1583年）起，努尔哈赤为适应统一女真各部的军事需要，沿用此种旧称，把它改造为大型、固定、有严格纪律的统属关系的新型组织。邻近女真部落，有挟丁口来归者，亦编为牛彔。牛彔不断编设，并以容纳同血缘或同地缘的人。后来规定三百人编为一牛彔，作为基本的户口和兵籍单位。皇太极时，又改为二百人。清兵入关前，八旗牛彔统计为五百八十三，又分牛彔二十八。
顺治十七年（1660年），牛彔，譯為「佐」，故改稱「牛彔額真」为漢語，譯為「佐领」，时满洲三百一十九，又半分牛彔十四；蒙古一百三十；汉军二百零六，又半分牛彔三。八旗牛彔统计共为六百六十四个。
清代蒙古旗下的“苏木”即是佐领。长官称苏木章京（转写：sumuyn janggin）。